# Dubioniscus insularis
Dubioniscus insularis is een pissebed uit de familie Dubioniscidae. De wetenschappelijke naam van de soort is voor het eerst geldig gepubliceerd in 1972 door Vandel.